# Isodontia sepicola
Isodontia sepicola är en biart som först beskrevs av Frederick Smith 1859.
Isodontia sepicola ingår i släktet Isodontia och familjen grävsteklar. Inga underarter finns listade i Catalogue of Life.